# Mauricio Soria
Mauricio Ronald Soria (Cochabamba, 1 juni 1966) is een voormalig Boliviaans voetballer, die speelde als doelman. Hij beëindigde zijn actieve loopbaan in 2005 bij de Boliviaanse club Club Aurora, en stapte vervolgens het trainersvak in. In 2015 werd Soria aangesteld als bondscoach van het Boliviaans voetbalelftal, nadat hij in 2014 ad interim Bolivia reeds had gecoacht. Na de strijd om de Copa América 2015 in Chili moest hij echter plaatsmaken voor Julio César Baldivieso.

## Clubcarrière
Soria begon zijn professionele loopbaan in 1983 bij Club Aurora en kwam daarnaast uit voor de Boliviaanse topclubs The Strongest, Oriente Petrolero, Club Bolívar en Club Destroyers. Daarnaast speelde hij clubvoetbal in Ecuador bij Sociedad Deportiva Aucas (1999).

## Interlandcarrière
Soria speelde in totaal 23 interlands voor Bolivia in de periode 1995-2002. Onder leiding van de Spaanse bondscoach Antonio López maakte hij zijn debuut op 3 april 1995 in de vriendschappelijke thuiswedstrijd tegen Venezuela (0-0), net als verdediger Juan Carlos Ruíz en aanvaller Demetrio Angola. Soria nam met zijn vaderland driemaal deel aan de strijd om de Copa América: 1991, 1995 en 1997.

## Erelijst

### Als speler
Club Bolívar
- Liga Boliviano

1994, 1996
 Club Jorge Wilstermann
- Liga Boliviano

2000
 The Strongest
- Liga Boliviano

2003 [A], 2003 [C]

### Als trainer
Club Jorge Wilstermann
- Liga Boliviano

2006 [C]
 Real Potosí
- Liga Boliviano

2007 [A]
 The Strongest
- Liga Boliviano

2012 [A]